# Larry Csonka
Lawrence Richard Larry Csonka (Stow, Ohio, 1946. december 25. –) magyar származású amerikai amerikaifutball-játékos, fullback. A Miami Dolphins csapatával kétszeres Super Bowl-győztes (1972, 1973), az 1972-es tökéletes szezont elérő csapat tagja. Az egyetemi és a professzionális hírességek csarnokának (College Football Hall of Fame and Pro Football Hall of Fame) egyaránt tagja.

## Származása
Nagyapja Stephen Csonka (1884–1946) és nagyanyja, Mary Csonka egyaránt Kisiratoson született, és 1908-ban vándoroltak ki az Egyesült Államokba. Édesapja, Joseph Csonka (1919–1981) már Ohióban született. Öt testvére van.

## Karrierje
A Stow középiskolai csapatában kezdett amerikai focizni. Innen Syracuse Orange egyetemi csapathoz került, ahol előbb linebacker, majd 1965 és 1967 között már fullback pozícióban játszott, ahol számos egyetemi futórekordot megdöntött (többek között Jim Brown rekordjait is).
Az 1968-as egyesített NFL/AFL draft 1. körének 8. helyén választotta ki az AFL-szereplő Miami Dolphins. Csonka karrierje nem indult könnyen, első két szezonjában számos agyrázkódást és egyéb sérülést szenvedett, mindkét szezonban 3-3 meccset ki is kellett hagynia. Don Shula 1970-es érkezésekor újraépítették a játékát (például hogy a feje helyett a kezével takarítson), melynek következtében hatékonysága is javult, és a súlyos sérülések is elkerülték, a következő 4 évben nem hiányzott egyetlen mérkőzésről sem. 191 centis magasságával és 107 kilójával korának egyik legfizikálisabb futójátékosa volt. Csapattársával Jim Kiick-kel legendás futópárost alkottak (Butch Cassidy és a Sundance kölyök becenévvel illették őket).
1971 és 1973 között háromszor jutott be csapatával a Super Bowl-ba, ebből kétszer meg is nyerte azt. A Dolphins 1972-es veretlen csapatának egyik vezére volt. A Super Bowl VIII során 145 yardot és 2 touchdownt szerzett, ezzel a döntő legértékesebb játékosa lett.
1975-ben a WFL draftjára jelentkezett, ahol másodiknak választották ki, de a WFL liga rövid élete miatt 1976-ban visszatért az NFL-be. 1979-ben egy évre visszatért a Dolphins csapatához, majd visszavonult.

### Csapatai
- Miami Dolphins (1968–1974)
- Memphis Southmen (1975)
- New York Giants (1976–1978)
- Miami Dolphins (1979)

### Díjak, elismerések
- 2× Super Bowl győztes (VII, VIII)
- Super Bowl MVP (VIII)
- 5× Pro Bowl (1970–1974)
- 2× First-team All-American (1966, 1967), 3× First-team All-Pro (1971–1973)
- NFL Comeback Player of the Year (1979)
- A 39-es mezt a Miami Dolphins visszavonultatta